# Melissa III (álbum)
"Melissa Ⅲ ", es uno de los álbumes más internacionales de Melissa. Sigue habiendo en este álbum — lo mismo que en los dos discos anteriores — un repertorio de canciones que son covers en español de canciones de otros idiomas, inglés básicamente. También se ha incluido en la lista de canciones del disco los dos]duetos internacionales, que a la postre, se convertirían en temas muy conocidos de ésta cantante: el primero es, “Confesiones”, grabado junto a Jermaine Jackson, canción que rápidamente se convirtió en un éxito cuando se promocionó en la radio... Y el segundo, “Cuestión De Feeling”, interpretado a dúo junto a Riccardo Cocciante, tema, que ya con anterioridad había sido grabado por el mismo Cocciante en italiano (a dúo con Mina), en francés (a dúo con Fabienne Thibeault), en inglés (a dúo con Patty Austin) y en portugués ()... Riccardo, escogió a Melissa, justamente para hacer la respectiva versión en español.
Del álbum “Melissa Ⅲ ” se llegaron a publicar varias Ediciones diferentes:
- Primera Edición: "Edición Original", publicada como picture disc, contiene 11 temás musicales, entre ellos los dos duetos que hace Melissa junto a Jermaine Jackson y Riccardo Cocciante. La "galleta" del vinilo (etiqueta circular del disco de acetato) de esta primera edición trae la foto de Melissa y Jermaine mientras grababan el tema “Confesiones” (no incluye la canción: “Disfruta Más”).

- Segunda Edición: Edición Estándar, es exactamente igual que la "Edición Original" (11 canciones, duetos con Jermaine Jackson y Riccardo Cocciante; sin incluir el tema: “Disfruta Más”); con la única diferencia que la "galleta" del disco es la Etiqueta Estándar que generalmente publica la Discográfica Sono-Rodven-Discos en sus producciones musicales, es decir, no viene publicada como un picture disc.

- Tercera Edición: "Edición Especial", similar a la Edición Estándar, pero incluye como Surco 1 del Lado B el tema inédito de “Disfruta Más”, canción no incluida en las dos ediciones anteriores de este mismo álbum.

- Cuarta Edición: Edición para México, fotoportada diferente a la de la edición original (foto del afiche promocional del álbum Melissa Ⅱ ); así como también le fue cambiado el título del álbum de “Melissa Ⅲ ” por el título de “Confesiones” (no incluye la canción de “Disfruta Más”).

- Quinta Edición: Edición para EE. UU., fotoportada muy similar a la Edición Original, colores ligeramente exagerados y el álbum incluye un Lyric Sheet (insert de letras), no incluye “Disfruta Más”.

## Datos del álbum
- Dirección Musical Joaquín Torres.
- Arreglos:Rene De Coupaud.
- Batería: M. Rico.
- Bajo: E. Gracia.
- Guitarra y solos de Guitarra: Pepe
- Marchante en “Somos tu y yo” y “Sobreviviré”.
- Guitarras: Cesar Fornes, Joaquín Torres.
- Teclados: Rene de Coupaud, Manolo Gas.
- Coros: Andrea Bronston, Mary Jamison, Doris Calis.
- Grabado en Torres de Sonido, entre diciembre / 1985 y enero / 1986, excepto las voces de “Confesiones”, grabado en los Estudios Soundcastle, Los Ángeles, California y “Cuestión De Feeling”, grabado en Estudios Guillermo Tell, París, Francia.
- Ingeniero de Grabación: Álvaro Corsanego.
- Ingeniero de Grabación en “Confesiones”: Larry Hynds.
- Ingeniero de Mezcla: Joaquín Torres.
- Asistentes: Alberto del Palacio y Marivi Centeno.
- Fotografía de Portada: César Cuevas.
- Fotografías de Contraportada: Roland Streuli.
- Jermaine Jackson aparece por cortesía de Arista Records.
- Riccardo Cocciante aparece cortesía de Virgin Records.
- Diseño Gráfico: Alvisse Sachi.
- Montaje Gráfico y Diseño Interior: José Estrada.
- Estilista: Patrick.
- Maquillaje: Con imagen de Melissa y Jermaine Jackson: Henry Méndez.

## Temas
Track-List de la Edición Original.
Lado A:
1. “Confesiones” (dúo: Jermaine Jackson y Melissa) — ["Confession Is Good For The Soul"] — (K. Franceschi, G. Bracchi. / Versión en español: Peter Daniel).
2. “Dame Tu Amor” ["Give Me Your Love" de France Joli] — (R. Jones. / Versión en español: Peter Daniel).
3. “Un Capricho Más” [ tema inédito ] (Joaquín Torres).
4. “Abre Tu Corazón” [ "Open Your Heart"] — (Cole-L Rafelson. / Versión en español: Peter Daniel).
5. “Hoy Comienza Tu Derrota” ["Duel" de Propaganda] — (Mertens, Dorper, Brucken, Freytag. / Versión en español: Peter Daniel).
6. “Somos Tú Y Yo” ["Just One More Time" de Headpins] — (McLeod, Mills. / Versión en español: Peter Daniel).

Lado B:
1. “Cuestión De Feeling” (dúo: Riccardo Cocciante y Melissa) — ["Questione Di Feeling" (vers. original de Ricardo Cocciante & Mina) ] (Riccardo Cocciante/L. Gómez Escolar).
2. “A Volar” ["I Hear Talk" de Bucks Fizz] — (Hill/Sinfield. / Versión en español: Peter Daniel).
3. “Tú Ves Las Cosas Difíciles” (Bigazzi/Savio. / Versión en español: Peter Daniel).
4. “Volveré A Creer En Mañana” ["Love Always Finds A Way" de France Joli] — (T. Snow/ C. Weil. / Versión en español: Peter Daniel).
5. “Sobreviviré” ["Standing In The Line" de The Textones] — (Carla Olson. / Versión en español: Peter Daniel).

## Singlesextraídos delálbum“MelissaⅢ”
01. Single: "A Volar" (con su respectivo videoclip).
NOTA: La localización del videoclip de "A Volar" (las escenas del aeropuerto) fueron realizadas en el "Aeropuerto Nacional e Internacional Simón Bolívar". La productora de éste videoclip es Marlene Rodríguez (esposa Ricardo Montaner). Vale la pena mencionar que "A Volar" fue uno de los temas más sonados de Melissa en el extranjero, sobre todo en México (información obtenida de la Web: Rock En Fantasía Sección: "Discos", álbum "Melissa Ⅲ ", hacer clic en canción "A Volar".
02. Single: "Somos Tú Y Yo" (con su respectivo videoclip) tema central de la película: La Generación Halley.
03. Maxi-single: "Confesiones" (a dúo: Jermaine Jackson & Melissa). Jermaine Jackson aparece cortesía de Arísta Records. / Single con su respectivo videoclip.
Lado A: "Confesiones" (Mono) 45 RPM.
Lado B: "Confesiones" (Stereo) 45 RPM.
04. Single: "Cuestión De Feeling" (a dúo: Riccardo Cocciante & Melissa / con su respectivo videoclip).
05. Single: "Abre Tu Corazón" (con su respectivo videoclip).
06. Single: "Volveré A Creer En Mañana" (con su respectivo videoclip).
07. Rareza: Maxi-single: Melissa Re-mix—"Disfruta Más". Incluye en el Lado A la versión remix del tema "Disfruta Más". Fotografía: Roland S. | Diseño Gráfico: Fanny Sandoval. NB-86-7512 (single con su respectivo videoclip).
Lado A: "Disfruta Más" (versión re-mix).
Lado B: "Disfruta Más" (versión original del álbum edición especial) [ autor: Jean Luc-Couant / J. García] 45 R.M.P.
NOTA: Canción de "Disfruta Más", que sólo fue incluida en la tercera edición (edición especial) del álbum ""Melissa Ⅲ " no publicado en las primeras dos ediciones de esta producción discográfica. El autor de este tema es Jean Luc Couant (francés nacido en Toluse); Jean Luc le ofreció esta canción originalmente grabada en francés a los Ejecutivos de Sono-Rodven; Melissa, tuvo la oportunidad de escuchar el tema y le gustó para grabarla. Esta canción también fue grabado por el mismo autor bajo el título de "Visage D'Ange". Vale mencionar que la canción de "Disfruta Más" fue el tema musical de un comercial para cigarrillos, transmitido única y exclusivamente por Cines, debido a restricciones impuestas por el Gobierno de ese momento, en cuanto a la publicidad sobre tabacos y cigarrillos.
.
- Datos: Q6009627